# Kevin Young (wokalista)

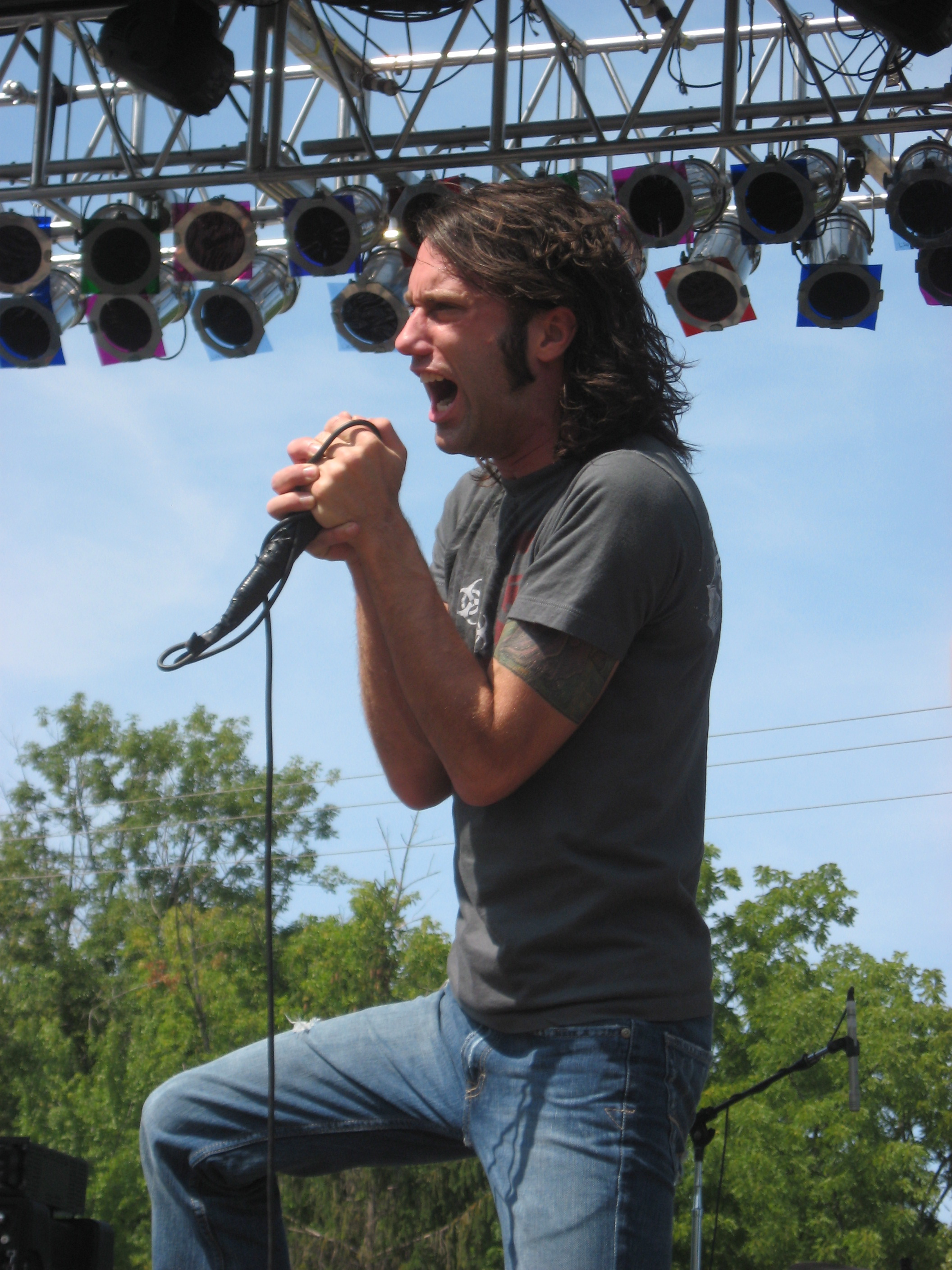
Kevin Young podczas występu Disciple na festiwalu Purple Door 2007.

Kevin Young - lider i współzałożyciel amerykańskiej grupy Disciple, grającej chrześcijański hard rock/heavy metal/metal alternatywny. Od początku istnienia zespołu, tj. od 1992 roku, do teraz jest wokalistą, natomiast do roku 2003 był również basistą. Znany jest z bezpośredniej liryki, a także energicznego zachowania na scenie.
Jest głęboko wierzącym chrześcijaninem, co znajduje odzwierciedlenie w tekstach utworów Disciple (najbardziej znane - „Game On”, „One More Time”, „I just know”, „Beautiful”, „One Thousand Things”, „Fight For Love”, „Stronghold”, „After The World”, „Scars Remain”). Często podczas koncertów, w przerwie pomiędzy utworami, przemawia do fanów na temat barier i nienawiści pomiędzy ludźmi, nakłaniając do miłości wobec drugiego człowieka. 
Duży wpływ na muzyka miał jego nieżyjący dziadek. Tuż przed jego śmiercią Kevin napisał dla niego utwór „Things Left Unsaid” (dostępny jako singiel lub na specjalnej edycji Scars Remain), traktując go jako utwór pożegnalny oraz przestrogę przed sytuacjami, kiedy to z różnych przyczyn ludzie nie będą już w stanie powiedzieć najbliższym o ich znaczeniu dla nich (dziadek Younga zapadł nieodwracalnie w śpiączkę i aż do śmierci był podtrzymywany przez respirator).